# Acanthus hungaricus
Acanthus balcanicus là một loài thực vật có hoa trong họ Ô rô. Loài này được (Borbás) Baen. mô tả khoa học đầu tiên năm 1896.

## Hình ảnh

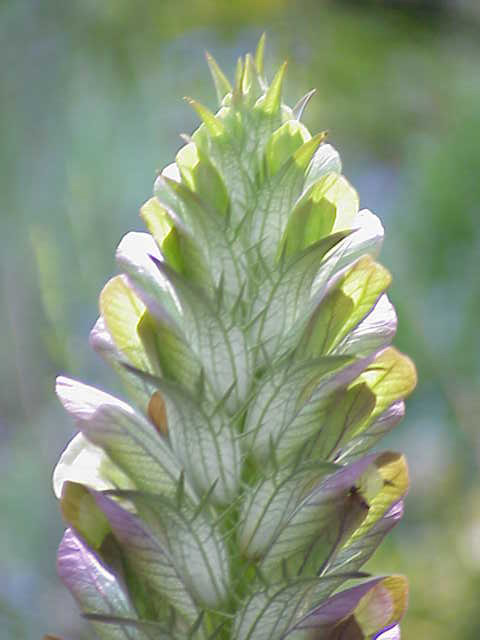
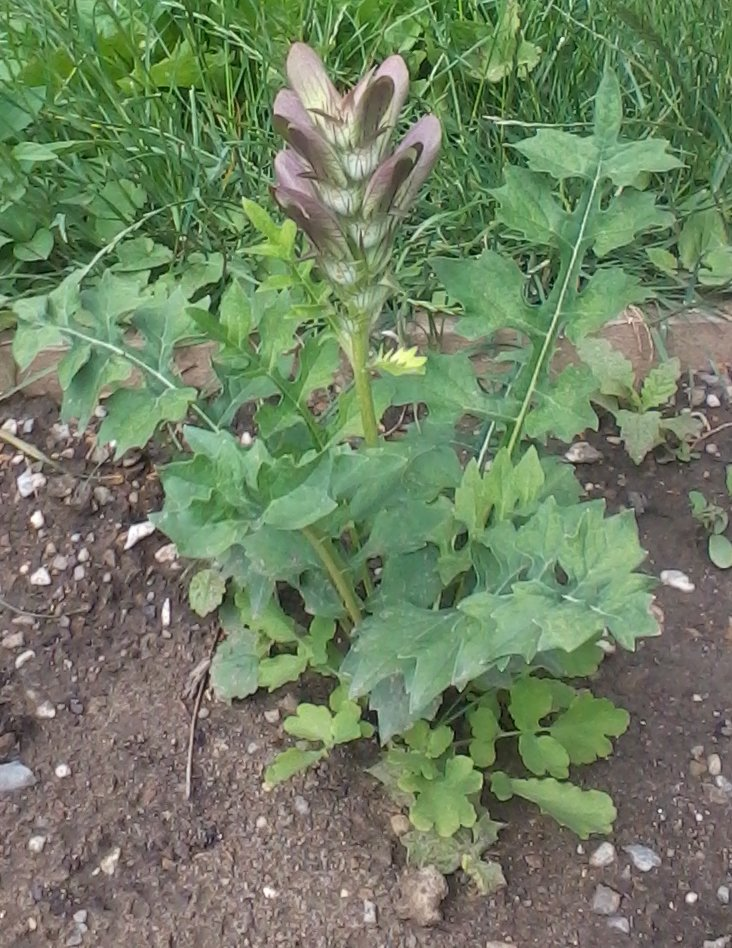
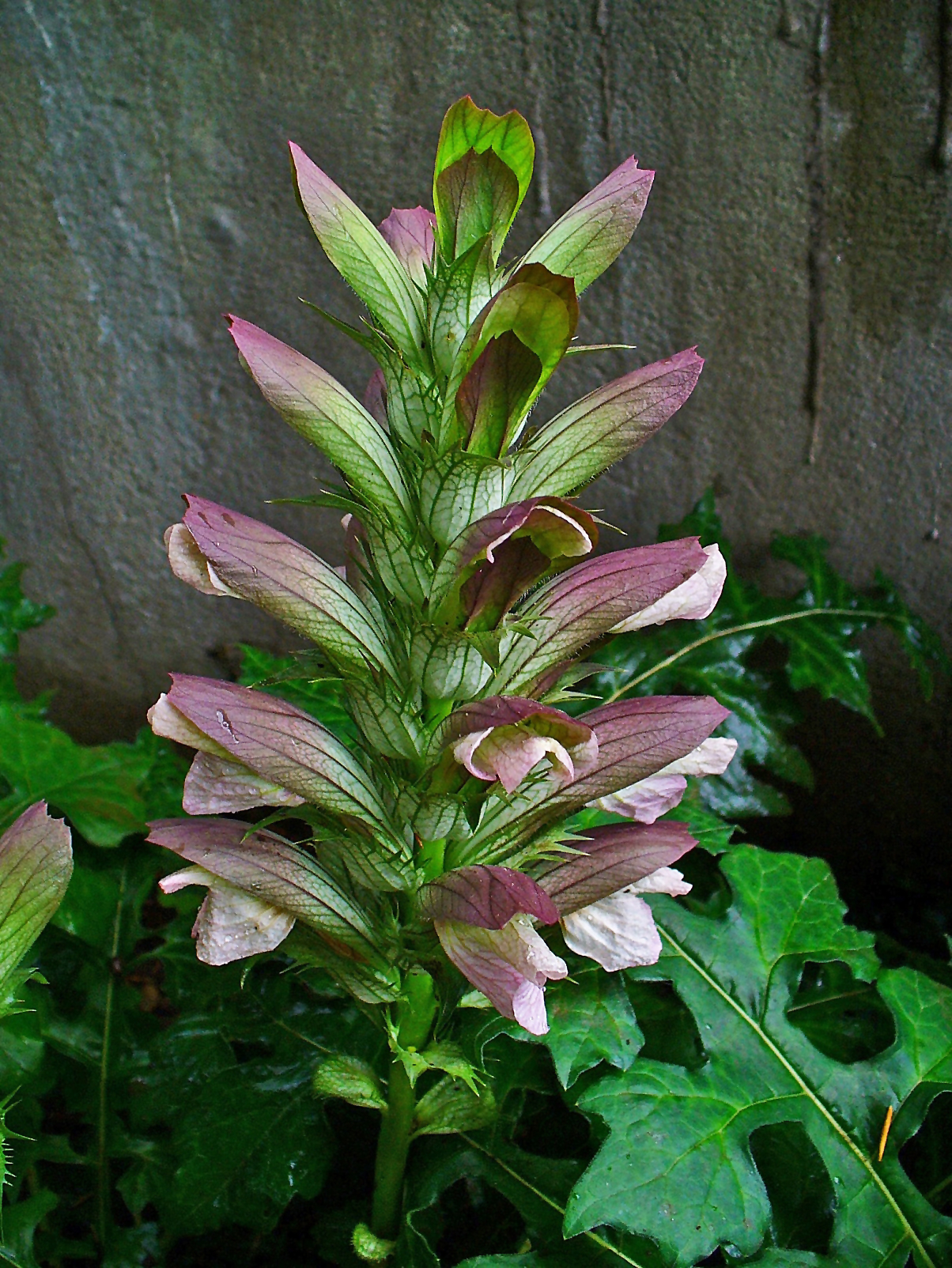
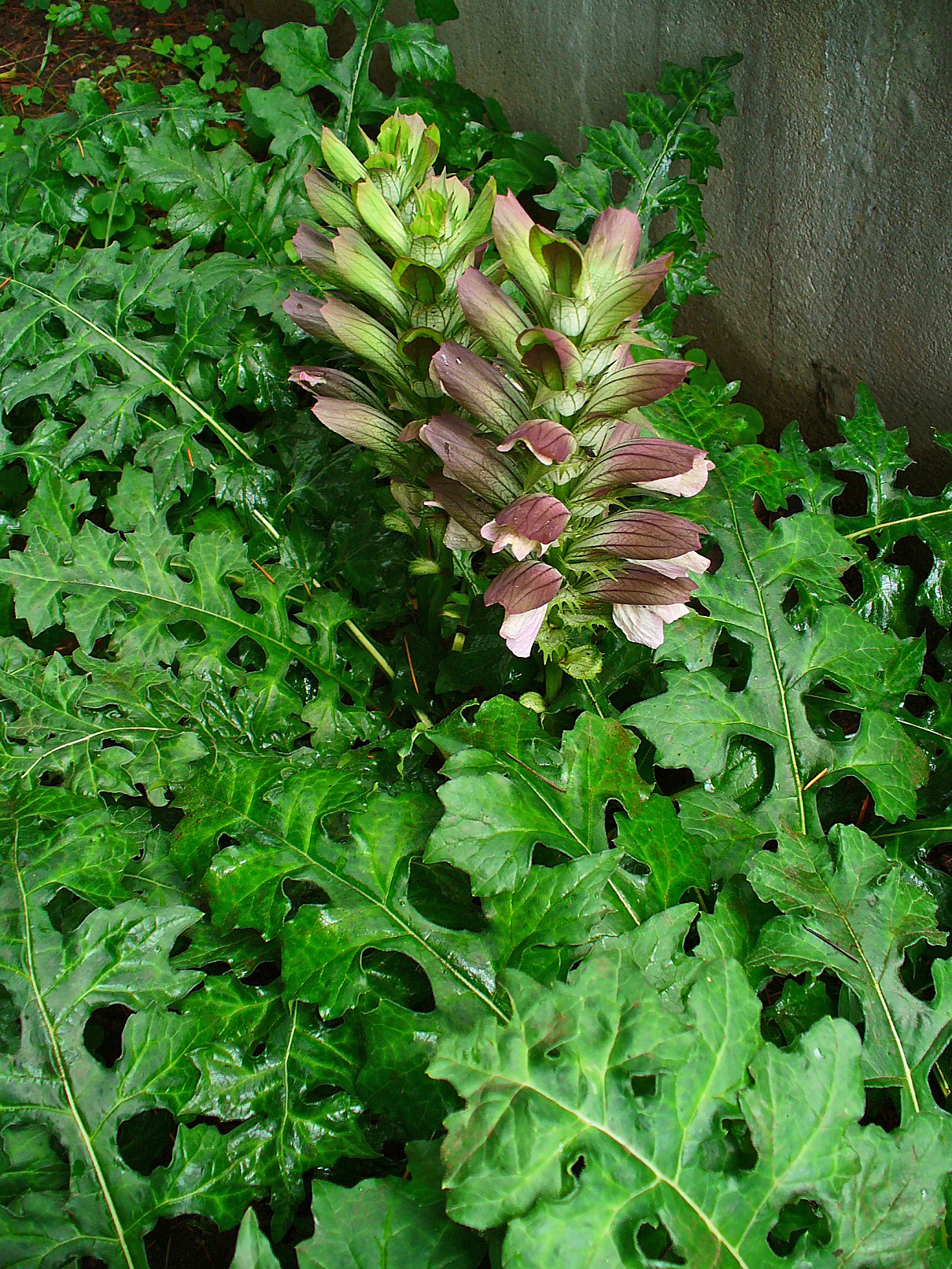